# Guaza de Campos
Guaza de Campos é um município da Espanha na província de Palência, comunidade autónoma de Castela e Leão, de área km² com população de 59 habitantes (2007) e densidade populacional de 2,11 hab/km².

## Demografia
| Variação demográfica do município entre 1991 e 2004 | Variação demográfica do município entre 1991 e 2004 | Variação demográfica do município entre 1991 e 2004 | Variação demográfica do município entre 1991 e 2004 |
| --------------------------------------------------- | --------------------------------------------------- | --------------------------------------------------- | --------------------------------------------------- |
| 1991                                                | 1996                                                | 2001                                                | 2004                                                |
| 111                                                 | 85                                                  | 73                                                  | 68                                                  |